# 霍爾內特 (密蘇里州)
霍爾內特（英語：Hornet）是位於美國密蘇里州牛頓縣的非建制地區。

## 歷史
霍爾內特的郵局於1882年設立，其後於1902年停運。

## 地理
霍爾內特所處的海拔為高於海平面313米（即1027英呎），而該地所採用的時區為UTC-6，即北美中部時區（CST）。同時該地設有夏令時間，為UTC-6調快一小時，即UTC-5（CDT）。